# Giovanna Scoccimarro
Giovanna Scoccimarro (10 novembre 1997) è una judoka tedesca.

## Palmarès
- Giochi olimpici

Tokyo 2020: bronzo nella gara a squadre.
- Mondiali

Doha 2023: argento nei -70 kg.
Budapest 2025: bronzo nella gara a squadre.
- Europei

Varsavia 2017: argento nei -70 kg.
- Campionati mondiali juniores

Zagabria 2017: oro nei -70 kg.
- Campionati europei cadetti

Atene 2014: oro nei -70 kg.